# Benedetto da Isernia
Benedetto da Isernia (Isernia, fine del XII secolo – 1255 circa) è stato un giurista italiano, servitore presso la corte di Federico II di Svevia.

## Biografia
Studiò presso l'università di Bologna dove conseguì il dottorato nel 1221 avendo come maestri Ugolino e Iacopo Baldovini.